# Росси Стюарт, Ким
Ким Росси Стюарт (англ. Kim Rossi Stuart; родился 31 октября 1969 года, Рим) — итальянский киноактёр.

## Биография
Ким Стюарт родился в Риме, Италия в семье киноактёра Джакомо Росси-Стюарта и бывшей топ-модели. Он начал играть с 5 лет, изучал театральное искусство и с 1986 года регулярно появлялся на телевидении, сыграв эпизодическую роль в фильме «Имя Розы» и роль принца Ромуальдо в телесериале «Пещера золотой розы». Однако настоящая популярность пришла к Стюарту после фильмов «Воин-каратист» (Il Ragazzo dal kimono d’oro, 1987) и «Полицейские» (Poliziotti). В связи с успехом этих проектов актёр позволил себе выбирать более качественные проекты.
В частности, Стюарт сыграл роль человека с серьёзными психологическими проблемами в фильме «Без кожи» (Senza Pelle), одобренном критиками. Также он работал с легендарным итальянским режиссёром Микеланжело Антониони в фильме «За облаками» и сыграл главную роль в германо-франко-итальянской версии «Красного и чёрного». В 2004 году сыграл роль молодого отца, пытающегося установить отношения со своим сыном-инвалидом, которого он не видел с рождения, в фильме «Ключи от дома». В 2006 году Ким Росси Стюарт выступил в новом амплуа — режиссёра и продюсера — в фильме «Свобода — это тоже хорошо» (Anche libero va bene), высоко оценённом критиками и публикой.
Стюарт также известен как театральный актёр.

## Личная жизнь
Росси Стюарт был помолвлен с актрисой англо-итальянского происхождения Вероникой Логан. В интервью журналу Vanity Fair в 2010 году Росси заявил, что одинок и хочет иметь детей. 26 ноября 2011 года итальянская актриса Илария Спада, состоявшая с Росси в незарегистрированном браке, родила ему сына, которого супруги назвали Эттором. Пара поженилась 4 марта 2019 года, а в июле родился второй ребенок.

## Фильмография
- 1974 — Fatti di gente perbene
- 1986 — Имя Розы
- 1987 — Воин-каратист / Il ragazzo dal kimono d’oro
- 1988 — Воин-каратист-2 / Il ragazzo dal kimono d’oro-2
- 1988 — Домино
- 1988 — Шантаж / Il Ricatto
- 1989 — Непорядочный дядя[итал.], реж. Франко Брузати — Андреа
- 1990 — Obbligo di giocare
- 1991 — 18 anni tra una settimana
- 1991 — Пещера золотой розы
- 1992 — In camera mia
- 1994 — Без кожи / Senza pelle
- 1995 — Бессердечный / Cuore cattivo — премия международного конкурса кинофестиваля Кинотавр[1]
- 1995 — За облаками
- 1996 — Poliziotti
- 1997 — Красное и чёрное
- 1998 — La ballata dei lavavetri
- 1998 — I giardini dell’Eden
- 2001 — Банда "Белый фиат" / Uno Bianca
- 2002 — Pinocchio
- 2004 — Ключи от дома / Le chiavi di casa
- 2004 — Il tunnel della libertà (TV)
- 2005 — Криминальный роман
- 2006 — Свобода — это тоже хорошо[2] / Anche libero va bene / дебют в качестве режиссёра
- 2007 — Piano, solo
- 2009 — Questione di cuore
- 2010 — Валланцаска — ангелы зла / Vallanzasca:Gli angeli del male — гала-премьера прошла в ходе 33-го Московского международного кинофестиваля[3].
- 2013 — Anni felici
- 2014 — Развод по-французски/ L’ex de ma vie
- 2015 — Декамерон / Maraviglioso Boccaccio
- 2016 — Томмазо / Tommaso (также в качестве режиссера)
- 2017 — Роман комиссара Мальтезе (мини-сериал)
- 2020 — Лучшие годы / Gli anni più belli
- 2023 — Все любят бриллианты (сериал) / Everybody Loves Diamonds / Леонардо Нотарбартоло
- 2025 — Леопард (мини-сериал)  / Il Gattopardo